# Karim Janat
Karim Janat (* 11. August 1998 in Kabul, Afghanistan) ist ein afghanischer Cricketspieler, der seit 2016 für die afghanische Nationalmannschaft spielt.

## Kindheit und Ausbildung
Janat war Teil der afghanischen Vertretung beim ICC U19-Cricket-Weltmeisterschaft 2016.

## Aktive Karriere
Sein Debüt in der Nationalmannschaft gab Janat im Dezember 2016 bei der Twenty20-Serie in den Vereinigten Arabischen Emiraten. Bei seinem Debüt erzielte er 3 Wickets für 31 Runs und wurde als Spieler des Spiels ausgezeichnet. Sein ODI-Debüt folgte im Februar 2017 in Simbabwe. Jedoch konnte er sich zunächst nur im Twenty20-Team etablieren. Kurz darauf erreichte er gegen Irland 3 Wickets für 24 Runs. Sein erstes Five-for gelang ihm im November 2019 gegen die West Indies, als er 5 Wickets für 11 Runs erreichte und als Spieler des Spiels ausgezeichnet wurde. Bei der Tour gegen Simbabwe im März 2021 konnte er sein erstes Fifty als Schlagmann über 53 Runs erzielen. Er war Teil des afghanischen Teams beim ICC Men’s T20 World Cup 2021 und konnte dort als beste Leistung 42* Runs gegen Indien erzielen. Während der Twenty20-Serie in den Vereinigten Arabischen Emiraten gelangen ihm zwei Fifties (53 und 56* Runs), wofür er jeweils ausgezeichnet wurde. Im Sommer 2023 absolvierte er sein Test-Debüt bei der Tour in Bangladesch, wo er in der ODI-Serie 3 Wickets für 15 Runs erreichte. Daraufhin wurde er für den Asia Cup 2023 nominiert und erzielte dort unter anderem gegen Sri Lanka 22 Runs.